# Jamón Serrano

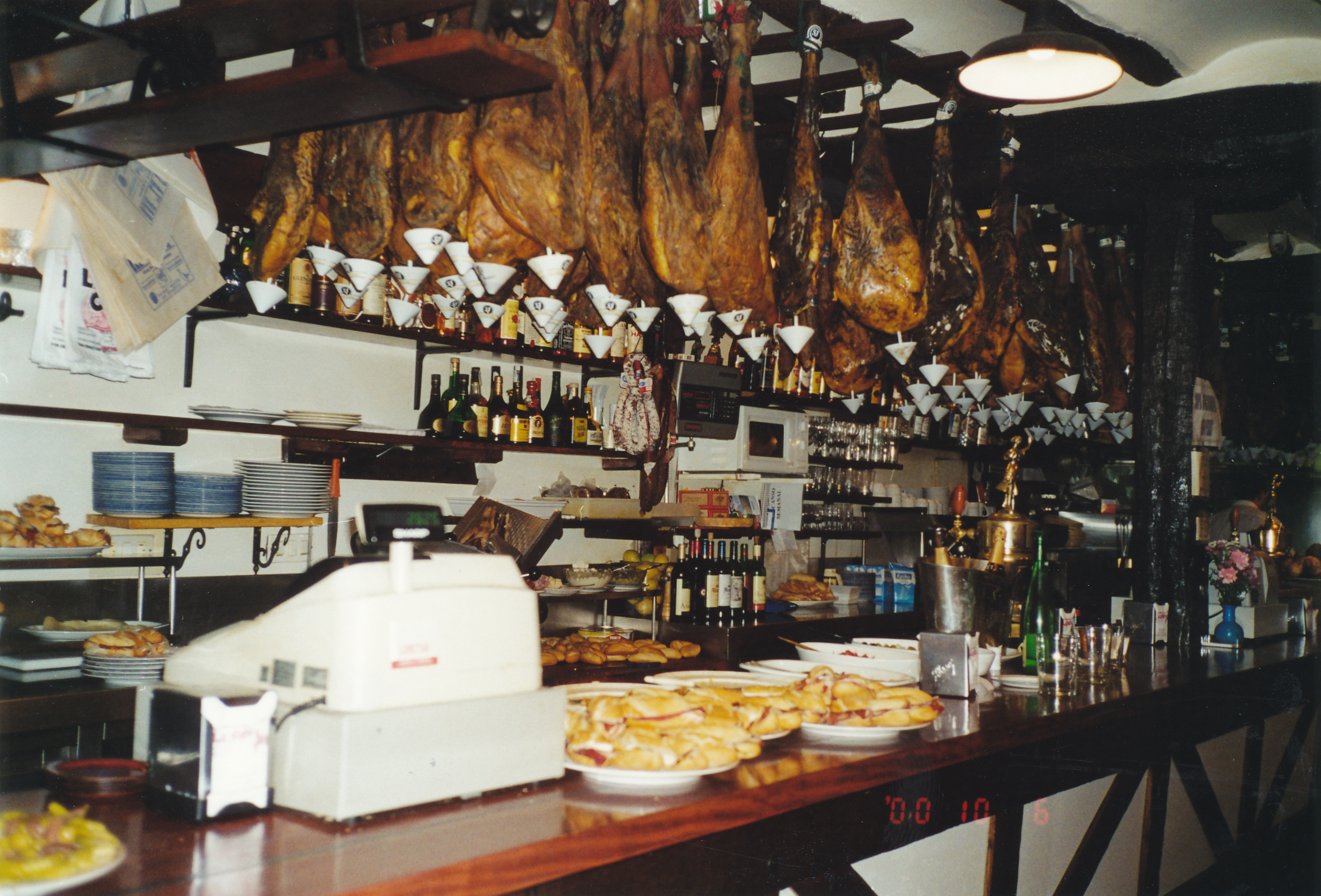
Jamón Serrano dans un bar de Saint-Sébastien (Espagne).

 (février 2025).
Si vous disposez d'ouvrages ou d'articles de référence ou si vous connaissez des sites web de qualité traitant du thème abordé ici, merci de compléter l'article en donnant les références utiles à sa vérifiabilité et en les liant à la section « Notes et références ».
En pratique : Quelles sources sont attendues ? Comment ajouter mes sources ?
Jamón Serrano est une marque de certification collective préservée via une STG de l'Union européenne ; elle est déposée et appartient au Consorcio del Jamón Serrano Español. Cette marque est exploitée pour identifier commercialement une préparation industrielle espagnole assez employée dans la cuisine espagnole d'aujourd'hui. Il s'agit d'un jambon cru en salaison, sec, transformé en Espagne à partir d'une cuisse de porc issue de bêtes élevées n'importe où dans le monde.

## Origine du nom
Le mot « serrano » (« montagnard » en français) vient du mot espagnol « sierra », qui désigne un massif de montagnes ou de collines. « jamón serrano » signifie donc « jambon montagnard ».

## Historique du jambon montagnard original
Dans les montagnes espagnoles, les racines de l'élevage familial de quelques cochons en altitude et de la conservation de leurs carcasses en salaison remontent à l’Antiquité. Les paysans mettaient à profit le climat froid et sec de l’hiver propice à ce type de conservation.

## Qualités et types

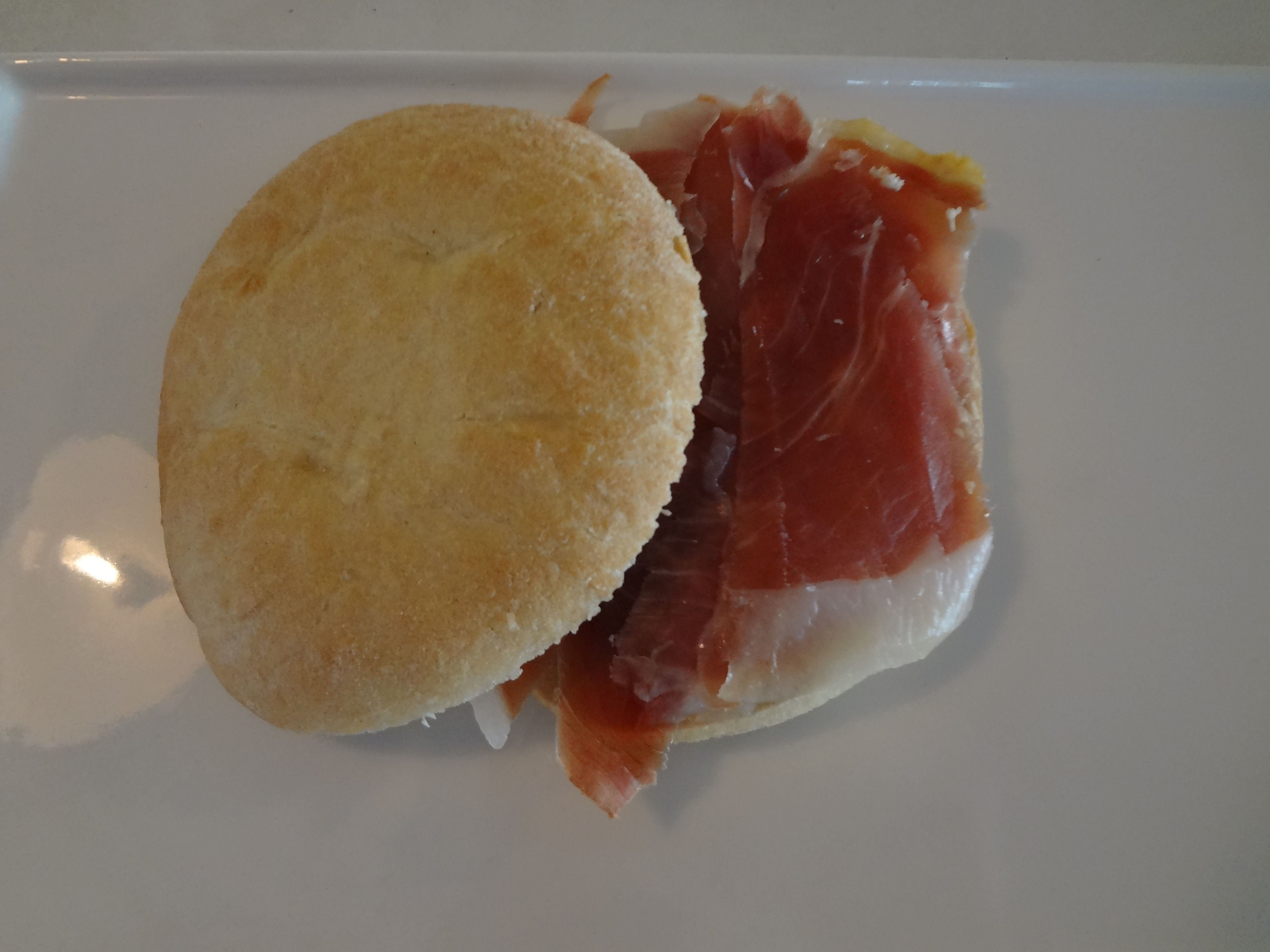
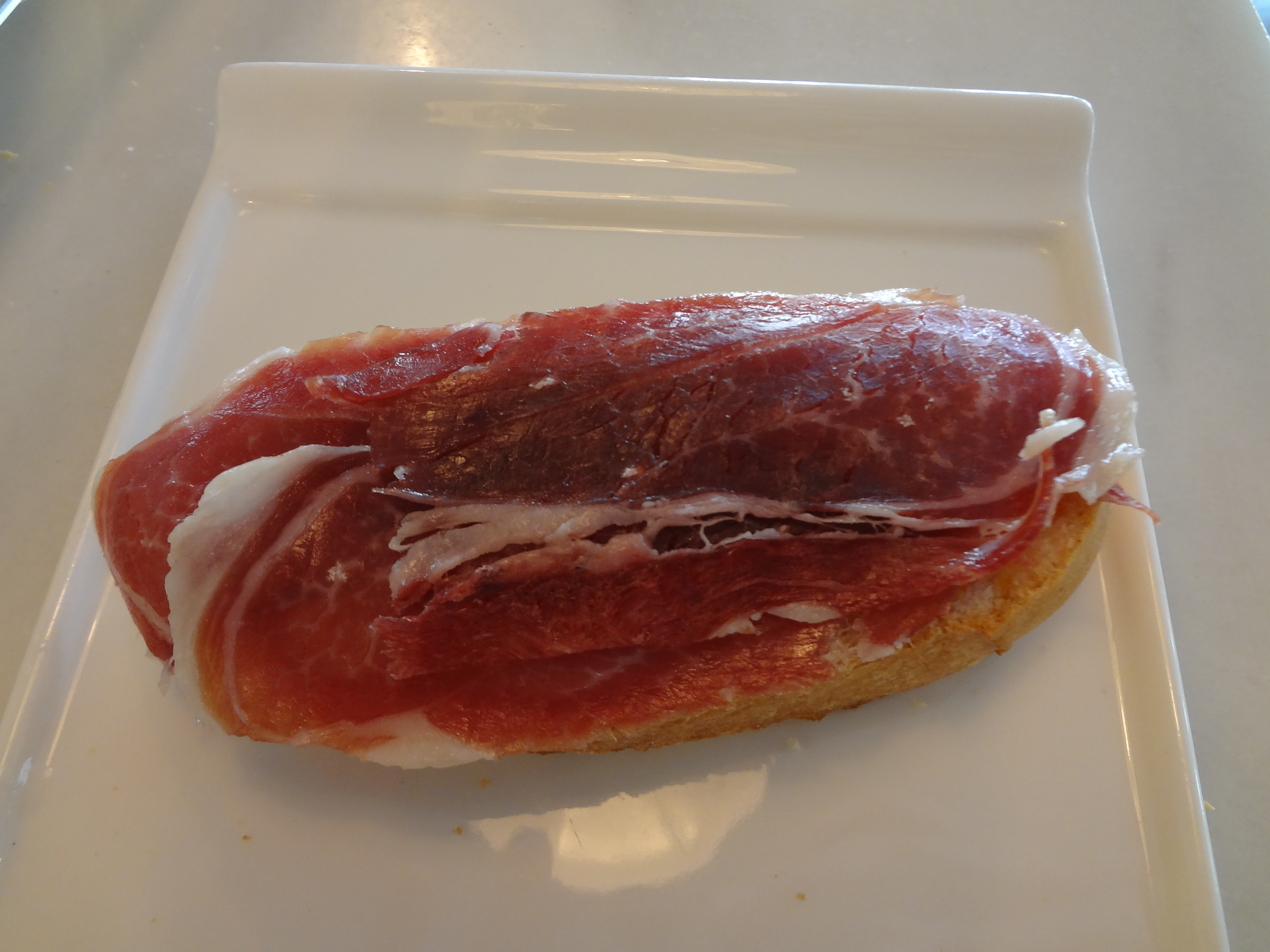
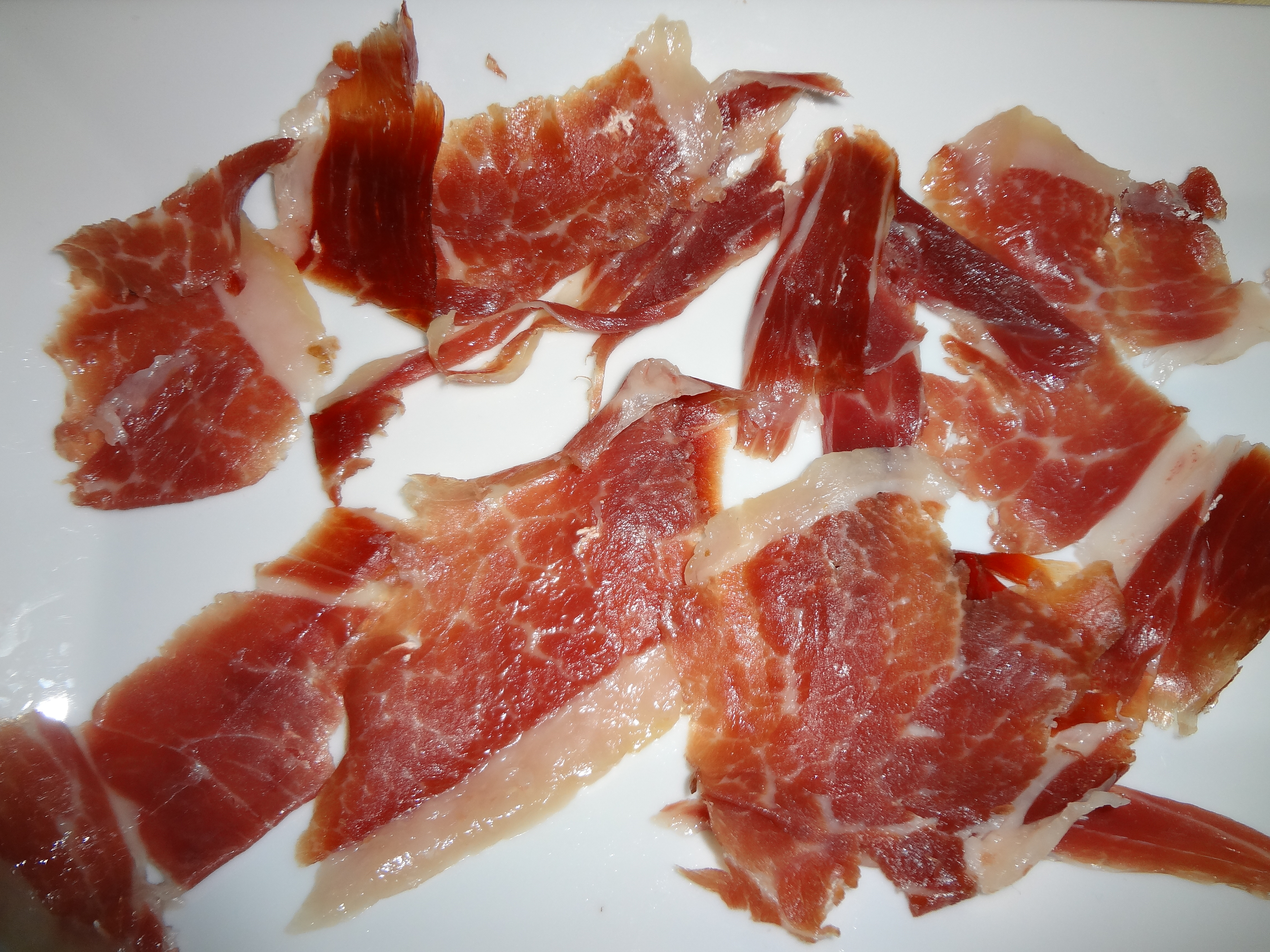

La filière de transformation Jamón Serrano propose trois types de jambon :
- Jamón Serrano Bodega : affinage de 9 à 12 mois.
- Jamón Serrano Reserva : affinage de 12 à 15 mois.
- Jamón Serrano Gran Reserva : plus de 15 mois d’affinage.

## Préservation commerciale
La marque Jamón Serrano est commercialement préservée via le label « Spécialité traditionnelle garantie » (STG) enregistrée au règlement de l’Union européenne 2082/92.

## Transformation
Le jambon Serrano est une transformation de l'industrie agroalimentaire espagnole issue de porcs blancs élevés de manière intensive n'importe où dans le monde.
Son procédé d’élaboration se fait en trois étapes : choix d'une cuisse de porc correspondant au cahier des charges, salage, repos et séchage. La durée de ces étapes détermine sa qualité, sa saveur et son odeur caractéristiques. Ce procédé n’a pas beaucoup changé depuis le démarrage de cette fabrication qui emploie des séchoirs artificiels permettant de s'affranchir du climat.